# Junta de Traslaloma
Junta de Traslaloma är en kommun i Spanien.   Den ligger i provinsen Provincia de Burgos och regionen Kastilien och Leon, i den norra delen av landet, 290 km norr om huvudstaden Madrid. Antalet invånare är 152. Arean är 76 kvadratkilometer.
Terrängen i Junta de Traslaloma är kuperad norrut, men söderut är den platt.